# Несауалькойотль (город)
Несауалько́йотль (исп. Nezahualcóyotl) — город и муниципалитет в Мексике, входит в штат Мехико. Находится в восточной части агломерации Мехико.
Назван в честь Несауалькойотля, поэта народа акольуа и правителя близлежащего Тескоко, города, построенного на осушенном дне озера Тескоко. Имя Несауалькойотль происходит от языка науатль, означающего «гостящий койот». Герб Несауалькойотля включает ацтекский символ и герб. Глиф изображает голову койота с высунутым языком и ошейником или ожерельем как символ королевской власти (один из способов изображения ацтекского правителя). Нынешний герб, включающий этот глиф, был утверждён муниципалитетом в 1990-х годах.
|  |